# Herrín de Campos (kommunhuvudort)
Herrín de Campos är en kommunhuvudort i Spanien.   Den ligger i provinsen Provincia de Valladolid och regionen Kastilien och Leon, i den norra delen av landet, 220 km nordväst om huvudstaden Madrid. Herrín de Campos ligger 775 meter över havet och antalet invånare är 184.
Terrängen runt Herrín de Campos är platt. Runt Herrín de Campos är det glesbefolkat, med 17 invånare per kvadratkilometer. Närmaste större samhälle är Villalón de Campos, 7,3 km väster om Herrín de Campos. Trakten runt Herrín de Campos består till största delen av jordbruksmark.